# Campionati del mondo di canottaggio 2009
I Campionati del mondo di canottaggio 2009 si sono disputati tra il 23 e il 30 agosto 2009 sul Lago Malta, a Poznań in Polonia.

## Medagliere

### Maschile & femminile
| Posizione | Paese         |    |    |    | Totale |
| --------- | ------------- | -- | -- | -- | ------ |
| 1         | Germania      | 4  | 1  | 3  | 8      |
| 2         | Nuova Zelanda | 4  | 0  | 1  | 5      |
| 3         | Stati Uniti   | 3  | 3  | 1  | 7      |
| 4         | Italia        | 2  | 2  | 1  | 5      |
| 5         | Polonia       | 2  | 1  | 1  | 4      |
| 6         | Gran Bretagna | 1  | 5  | 1  | 7      |
| 7         | Francia       | 1  | 2  | 0  | 3      |
| 8         | Grecia        | 1  | 1  | 1  | 3      |
| 9         | Paesi Bassi   | 1  | 0  | 3  | 4      |
| 10        | Bielorussia   | 1  | 0  | 0  | 1      |
| 10        | Svizzera      | 1  | 0  | 0  | 1      |
| 10        | Ucraina       | 1  | 0  | 0  | 1      |
| 13        | Australia     | 0  | 2  | 0  | 2      |
| 13        | Romania       | 0  | 2  | 0  | 2      |
| 15        | Danimarca     | 0  | 1  | 3  | 4      |
| 16        | Rep. Ceca     | 0  | 1  | 2  | 3      |
| 17        | Canada        | 0  | 1  | 1  | 1      |
| 18        | Bulgaria      | 0  | 0  | 1  | 1      |
| 18        | Estonia       | 0  | 0  | 1  | 1      |
| 18        | Slovenia      | 0  | 0  | 1  | 1      |
| 18        | Serbia        | 0  | 0  | 1  | 1      |
| Totale    | Totale        | 22 | 22 | 22 | 66     |

### Gare per disabili
| Posizione | Paese         |   |   |   | Totale |
| --------- | ------------- | - | - | - | ------ |
| 1         | Ucraina       | 2 | 1 | 0 | 3      |
| 2         | Gran Bretagna | 2 | 0 | 0 | 2      |
| 3         | Hong Kong     | 1 | 0 | 0 | 1      |
| 4         | Italia        | 0 | 2 | 0 | 2      |
| 5         | Brasile       | 0 | 1 | 0 | 1      |
| 5         | Francia       | 0 | 1 | 0 | 1      |
| 7         | Australia     | 0 | 0 | 1 | 1      |
| 7         | Bielorussia   | 0 | 0 | 1 | 1      |
| 7         | Germania      | 0 | 0 | 1 | 1      |
| 7         | Polonia       | 0 | 0 | 1 | 1      |
| Totale    | Totale        | 5 | 5 | 4 | 14     |

## Podi
| Evento            | Oro | Perform. | Argento | Perform. | Bronzo | Perform. |
| Gare maschili     | |          | |          | |          |
| M1x               | Nuova Zelanda Mahé Drysdale | 6:33.25  | Gran Bretagna Alan Campbell | 6:34.30  | Rep. Ceca Ondřej Synek | 6:38.53  |
| M2x               | Germania Eric Knittel (b) Stephan Krueger (s) | 6:07.02  | Francia Julien Bahain (b) Cédric Berrest (s) | 6:07.82  | Estonia Allar Raja (b) Kaspar Taimsoo (s) | 6:07.86  |
| M4x               | Polonia Konrad Wasielewski (b) Marek Kolbowicz (2) Michał Jeliński (3) Adam Korol (s) | 5:38.53  | Australia Nick Hudson (b) Jarred Bidwell (2) David Crawshay (3) Daniel Noonan (s) | 5:39.66  | Germania Tim Grohmann (b) Karsten Brodowski (2) Marcel Hacker (3) Tim Bartels (s) | 5:39.85  |
| M2+               | Stati Uniti Troy Kepper (b) Henrik Rummel (s) Marcus Mc Elhenney (c) | 6:53.58  | Rep. Ceca Jakub Makovicka (b) Vaclav Chalupa Jr (s) Oldrich Hejdusek (c) | 6:54.58  | Germania Philipp Naruhn (b) Florian Eichner (s) Tim Berent (c) | 6:55.44  |
| M2-               | Nuova Zelanda Eric Murray (b) Hamish Bond (s) | 6:15.93  | Gran Bretagna Peter Reed (b) Andrew Triggs Hodge (s) | 6:17.45  | Grecia Nikolaos Gkountoulas (b) Apostolos Gkountoulas (s) | 6:23.01  |
| M4-               | Gran Bretagna Alex Partridge (b) Richard Egington (2) Alex Gregory (3) Matthew Langridge (s)                                                                                             | 5:47.28  | Australia Matthew Ryan (b) James Marburg (2) Cameron McKenzie-McHarg (3) Francis Hegerty (s)                                                                                            | 5:49.20  | Slovenia Tomaz Pirih (b) Rok Rozman (2) Rok Kolander (3) Miha Pirih (s) | 5:51.11  |
| M8+               | Germania Urs Kaeufer (b) Gregor Hauffe (2) Florian Mennigen (3) Kristof Wilke (4) Richard Schmidt (5) Pilip Adamski (6) Toni Seifert (7) Sebastian Schmidt (s) Martin Sauer (c)          | 5:24.13  | Canada Steven Vanknotsenburg (b) Gabriel Bergen (2) Robert Gibson (3) Douglas Csima (4) Malcolm Howard (5) Andrew Byrnes (6) James Dunaway (7) Derek O'Farrell (s) Mark Laidlaw (c)     | 5:27.15  | Paesi Bassi Meindert Klem (b) Robert Luecken (2) David Kuiper (3) Jozef Klaassen (4) Olivier Siegelaar (5) Mitchel Steenman (6) Olaf van Andel (7) Diederik Simon (s) Peter Wiersum (c)                         | 5:28.32  |
| LM1x              | Nuova Zelanda Duncan Grant | 6:50.78  | Grecia Vasileios Polymeros | 6:52.33  | Danimarca Mads Rasmussen | 6:56.25  |
| LM2x              | Nuova Zelanda Storm Uru (b) Peter Taylor (s) | 6:10.62  | Francia Jérémie Azou (b) Frédéric Dufour (s) | 6:12.57  | Italia Marcello Miani (b) Elia Luini (s) | 6:15.08  |
| LM4x              | Italia Franco Sancassani (b) Daniele Gilardoni (2) Lorenzo Bertini (3) Stefano Basalini (s)                                                                                              | 5:47.50  | Germania Knud Lange (b) Lars Wichert (2) Felix Oevermann (3) Michael Wieler (s) | 5:49.89  | Danimarca Hans Christian Soerensen (b) Christian Nielsen (2) Rasmus Quist (3) Andreas Ramboel (s) | 5:51.67  |
| LM2-              | Francia Fabien Tilliet (b) Jean-Christophe Bette (s) | 6:29.63  | Italia Andrea Caianiello (b) Armando Dell'Aquila (s) | 6:31.40  | Serbia Nenad Babović (b) Milos Tomić (s) | 6:31.58  |
| LM4-              | Germania Matthias Schömann-Finck (b) Jost Schömann-Finck (2) Jochen Kühner (3) Martin Kühner (s)                                                                                         | 5:50.77  | Danimarca Christian Pedersen (b) Jens Vilhelmsen (2) Kasper Winther (3) Morten Joergensen (s)                                                                                           | 5:51.02  | Polonia Łukasz Pawłowski (b) Lukasz Siemion (2) Miłosz Bernatajtys (3) Paweł Rańda (s) | 5:52.70  |
| LM8+              | Italia Luigi Scala (b) Davide Riccardi (2) Livio La Padula (3) Martino Moretti (4) Emiliano Ceccatelli (5) Gennaro Gallo (6) Jiri Vlcek (7) Bruno Mascarenhas (s) Andrea Lenzi (c)       | 5:33.92  | Stati Uniti John Dise (b) Kenneth McMahon (2) Ryan Fox (3) Andrew Diebold (4) Anthony Fahden (5) Matthew Muffelman (6) James Sopko (7) Matthew Kochem (s) Kerry Quinn (c)               | 5:37.15  | Paesi Bassi Thom van den Anker (b) Diederick van den Bouwhuijsen (2) Maarten Tromp (3) Jolmer ven der Sluis (4) Stijn Verwey (5) Rutger Bruil (6) Dion van Schie (7) Joeri Bruschinski (s) Ryan den Drijver (c) | 5:39.69  |
| Gare femminili    | |          | |          | |          |
| W1x               | Bielorussia Ekaterina Karsten-Khodotovitch | 7:11.78  | Gran Bretagna Katherine Grainger | 7:13.57  | Rep. Ceca Mirka Knapkova | 7:16.22  |
| W2x               | Polonia Magdalena Fularczyk (b) Julia Michalska (s) | 6:47.18  | Gran Bretagna Anna Bebington (b) Annabel Vernon (s) | 6:48.82  | Bulgaria Rumyana Neykova (b) Miglena Markova (s) | 6:50.16  |
| W4x               | Ucraina Svitlana Spiriukova (b) Tetiana Kolesnikova (2) Anastasiia Kozhenkova (3) Yana Dementieva (s)                                                                                    | 6:18.41  | Stati Uniti Megan Walsh (b) Stesha Carle (2) Sarah Trowbridge (3) Kathleen Bertko (s)                                                                                                   | 6:21.54  | Germania Annekatrin Thiele (b) Peggy Waleska (2) Stephanie Schiller (3) Christiane Huth (s) | 6:24.27  |
| W2-               | Stati Uniti Zsuzsanna Francia (b) Erin Cafaro (s) | 7:06.28  | Romania Camelia Lupascu (b) Nicoleta Albu (s) | 7:06.64  | Nuova Zelanda Emma-Jane Feathery (b) Rebecca Scown (s) | 7:06.94  |
| W4-               | Paesi Bassi Chantal Achterberg (b) Nienke Kingma (2) Carline Bouw (3) Femke Dekker (s)                                                                                                   | 6:31.34  | Stati Uniti Amanda Polk (b) Jamie Redman (2) Eleanor Logan (3) Esther Lofgren (s) | 6:36.01  | Canada Sarah Waterfield (b) Sandra Kisil (2) Jennifer Tuters (3) Emma Darling (s) | 6:36.87  |
| W8+               | Stati Uniti Erin Cafaro (b) Mara Allen (2) Laura Larsen-Strecker (3) Zsuzsanna Francia (4) Anna Goodale (5) Lindsay Shoop (6) Caroline Lind (7) Katherine Glessner (s) Katlin Snyder (c) | 6:05.34  | Romania Roxana Cogianu (b) Ionelia Neacsu (2) Maria Diana Bursuc (3) Ioana Craciun (4) Adelina Cojocariu (5) Nicoleta Albu (6) Camelia Lupascu (7) Enikő Barabás (s) Teodora Stoica (c) | 6:06.94  | Paesi Bassi Nienke Groen (b) Claudia Belderbos (2) Jacobine Veenhoven (3) Systke De Groot (4) Chantal Achterberg (5) Nienke Kingma (6) Carline Bouw (7) Femke Dekker (s) Anne Schellekens (c)                   | 6:07.43  |
| LW1x              | Svizzera Pamela Weisshaupt | 7:36.23  | Italia Laura Milani | 7:37.18  | Danimarca Juliane Rasmussen | 7:37.42  |
| LW2x              | Grecia Christina Giazitzidou (b) Alexandra Tsiavou (s) | 6:51.46  | Polonia Magdalena Kemnitz (b) Agnieszka Renc (s) | 6:56.65  | Gran Bretagna Hester Goodsell (b) Sophie Hosking (s) | 6:56.67  |
| LW4x              | Germania Lena Mueller (b) Helke Nieschlag (2) Laura Tibitanzl (3) Julia Kroeger (s) | 6:32.91  | Gran Bretagna Stephanie Cullen (b) Laura Greenhalgh (2) Andrea Dennis (3) Jane Hall (s)                                                                                                 | 6:35.42  | Stati Uniti Hillary Saeger (b) Lindsey Hochman (2) Stefanie Sydlik (3) Abelyn Broughton (s) | 6:36.88  |
| Gare per disabili | |          | |          | |          |
| ASM1x             | Gran Bretagna | 4:51.48  | Ucraina | 5:07.37  | Australia | 5:12.11  |
| ASW1x             | Ucraina | 5:25.17  | Francia | 5:29.95  | Bielorussia | 5:34.45  |
| TAMx2x            | Ucraina | 4:03.96  | Brasile | 4:04.80  | Polonia | 4:05.28  |
| LTAIDMx4+         | Hong Kong | 3:55.70  | Italia | 4:31.66  | |          |
| LTAMx4+           | Gran Bretagna | 3:25.33  | Italia | 3:28.44  | Germania | 3:28.90  |